# 28 Korpus Obrony Powietrznej (ZSRR)
28 Korpus Obrony Powietrznej – wyższy związek taktyczny wojsk obrony przeciwlotniczej Sił Zbrojnych ZSRR.

## Struktura organizacyjna
W latach 1991–1992
- dowództwo – Lwów
- dwie Brygady Rakietowe Obrony Przeciwlotniczej
- 1 Brygada Radiotechniczna
- 99 pułk radiotechniczny